# Símun av Skarði
Símun av Skarði [ˈsʊimʊn ɛaf ˈskɛaɹɪ] (1872-1942) est un écrivain et homme politique féroïen, fondateur de la Haute école populaire de Tórshavn. Son poème Tú alfagra land mítt (Ô toi mon beau pays) est devenu l’hymne national féroïen. Il fut le premier professeur diplômé à enseigner en féroïen.

## Éléments biographiques
Símun av Skarði  est né le 3 mai 1872 à Skarð, un village aujourd’hui abandonné sur l’île de Kunoy. Sa mère, Elsa, née Matras, était originaire de Viðareiði et son père, Johannes Johannessen, de Skarð. Le nom de famille av Skarði signifie de Skarð.
Adolescent, Símun participe aux travaux de la ferme familiale et travaille comme marin-pêcheur. Attiré très tôt par l'étude, il fait office dès l’âge de 20 ans d’instituteur dans les trois écoles primaires de son île natale. En 1893, il entre à l’École normale de Tórshavn où il fait la connaissance de sa future femme, Sanna Jacobsen (1876-1978). Diplômés en 1896, les deux jeunes gens se fiancent la même année - ils se marieront cinq ans plus tard, en 1901. Au cours de l’hiver 1896-1897, le jeune Símun séjourne au Danemark dans la prestigieuse Haute école populaire d’Askov, inspirée des idées du poète et théologien danois Nikolai Frederik Severin Grundtvig (1783-1872). Il décide de créer un établissement d'enseignement supérieur sur le même modèle à son retour aux îles Féroé.
C’est à Askov qu’il rencontre un autre étudiant féroïen, Rasmus Rasmussen (1871-1962), auquel il s’ouvre de ses projets. Tous deux décident de suivre des cours à Askov pendant deux ans, puis de compléter leur formation à l’École normale d’instituteurs de Copenhague, où Símun  se spécialise en histoire et en langues. Rasmus épousera ultérieurement la sœur de Símun, Anna Suffia. À Copenhague, ils font connaissance d’autres Féroïens qui s’illustreront plus tard dans le combat pour la reconnaissance de leur langue maternelle à égalité avec le danois: Jakob Jakobsen, Andrias Christian Evensen et Jákup Dahl.
La Haute école populaire des îles Féroé est inaugurée à l’hiver 1899 à Klaksvík, sur l’île de Kunoy, dans des locaux provisoires mis à leur disposition par un commerçant du cru. Premier établissement scolaire où l’enseignement est dispensé en féroïen et non plus en danois, elle revêt une importance toute particulière pour la culture féroïenne. Símun av Skarði en sera le directeur jusqu’à sa mort le 9 octobre 1942, soit au total pendant quarante-trois ans. En 1909, l’école est transférée à Tórshavn, la capitale, où une rue (Símunargøta) porte le nom de Símun af Skarði. À la différence d’autres noms de rues baptisées en l’honneur de Féroïens célèbres, c'est le prénom et non le nom de famille qui a été retenu. C'est également le cas de la Rasmusargøta, une rue parallèle baptisée en l’honneur de son ami Rasmus Rasmussen.
Símun af Skarði fut également un homme politique. Membre dès sa fondation du Parti pour l’autonomie des îles Féroé (Sjálvstýrisflokkurin) et très engagé en faveur du combat pour la reconnaissance de la langue féroïenne, il siégea de 1906 à 1914 au parlement féroïen en tant que député des îles du Nord. C’est à cette époque, le 1er février 1906, qu’il écrivit le poème Tú alfagra land mítt (Toi mon beau pays), lequel, mis en musique par le compositeur féroïen Petur Alberg (1885-1940), devint plus tard l’hymne national des Féroé.
Símun av Skarði est le père du linguiste Jóhannes av Skarði (1911-1999) et de la journaliste et féministe Sigrið av Skarði Joensen (1908-1975), le grand-père de l'universitaire Turið Sigurðardóttir et l’arrière-grand-père de Sólrun Løkke Rasmussen, épouse de Lars Løkke Rasmussen, premier ministre danois de 2009 à 2011.

## Œuvres

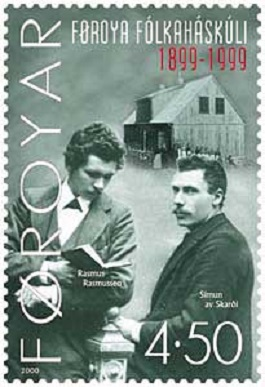
Símun av Skarði et Rasmus Rasmussen

Símun av Skarði s’est illustré principalement dans deux domaines: la traduction et le journalisme.
Il a traduit de l’islandais la saga de Glúmr le meurtrier, ainsi que des contes de l’écrivain Kristmann Guðmundsson et, du norvégien, une pièce d’Ibsen intitulée Les Vikings (Hærmændene paa Helgeland).
Il est lui-même l’auteur de contes, d’une pièce de théâtre et (en collaboration avec Jákup Dahl) de cantiques en féroïen, et participa un temps à la rédaction du journal Dúgvan. Enfin, il est à l’origine du premier journal pour enfants en langue féroïenne, Ungu Føroyar (Jeunes Féroé).